# Forns d'algeps dels Algepsars
Els forns d'algeps dels Algepsars són un conjunt de forns d'aquest tipus presents al terme d'Ademús, comarca del Racó d'Ademús, País Valencià.
El topònim «Els Algepsars» es refereix a la partida de muntanya on hi ha un aflorament de mineral d'algeps (sulfat de calci dihidrat: CAS4·2H2O), a l'entorn de la qual es troba el conjunt arqueològic restaurat per l'Ajuntament de Torre Baixa, amb ajut de la Generalitat Valenciana.

## Història
La utilització d'algeps en les construccions tradicionals del Racó d'Ademús data d'antic, ja que és un material senzill propi de zones amb pocs recursos, com ocorre amb la «terra crua» en la tàpia, la pedra de la zona, la rajola cuita i la fusta, elements que foren àmpliament utilitzats en les construccions mudèjars. L'algeps ha estat històricament «el principal aglomerant realment cohesiu utilitzat a la comarca del Racó d'Ademús».
Resulta difícil precisar la data de construcció dels forns d'algeps dels Algepsars: poden ser de finals del s. XIX o principis del xx, i amb certesa molts se n'utilitzaren fins ben entrats els anys cinquanta del passat segle.
L'existència de forns aïllats suggereix que els construïren particulars per a usos propis, però el fet que hi haja forns adossats (dos, tres o més), així com alguns d'ells a l'entorn de placetes, indica una producció intensiva. També hi ha la possibilitat que certes persones es dedicaren a aquesta activitat, tot i que fos a temps parcial. També els forns podrien ser llogats pels seus propietaris, o podrien pagar un cànon als municipis on se situaven.
Malgrat que els forns podien construir-se al peu d'una obra -tal el cas de Sesga, on hi ha un forn d'algeps al costat del cementeri, la qual cosa suggereix que aquest l'utilitzaria-, l'habitual era produir l'algeps en forns allunyats de les poblacions, al peu de les mateixes pedreres d'on s'extreia el mineral. Una vegada elaborat l'algeps, es transportava fins a les obres o lloc d'emmagatzematge.

## Ubicació
L'existència, però, de molts forns d'algeps per la zona, el conjunt denominat dels Algepsars es troba en la «Devesa dels Terrers», pròpiament als vessants occidentals del «barranc dels Algepsars», marge esquerre del Túria, en posició oriental respecte a la localitat de Torre Baixa.
Per visitar els forns cal seguir les indicacions dels pals de senyalització que parteixen de Torre Baixa: baixar pel carrer Fontetes, buscant el pont de la Palanca, que creua el Túria per sota del viaducte de la variant de la CN-330 (d'Alacant i Múrcia a França per Saragossa). Situats al marge esquerre del riu cal seguir el camí que discorre paral·lel a la carretera nacional, un pal indica un pas sota la carretera; passada aquesta, només cal seguir les indicacions de la senda. Prenent com a referència la CN-330 en la variant de Manzaneruela (Landete, Conca) a Torre Baixa (València), el camí que condueix als forns es troba entre el punt 267 i 268, direcció Terol (nord-est), a uns sis-cents m vessant amunt.

## Descripció
Actualment, els forns són fora d'ús, ja que per aquest mètode no es produeix algeps a la zona des dels anys quaranta del segle xx. La majoria, però, estan ben conservats, i alguns n'han estat restaurats per l'Ajuntament de Torre Baixa (València), amb ajuts de la Generalitat Valenciana, per divulgar-ne l'existència.

El conjunt arqueològic de forns dels Algepsars es troba per sota d'una cornisa calcària de mitjana potència que servia de pedrera –disposats longitudinalment-: alguns n'estan aïllats, altres adossats entre si, la majoria agrupats a l'entorn de petites placetes circulars des d'on se servien els forns.
| «                                                                                  | «Els forns estan col·locats contra el talús, a pocs metres de la pedrera, aprofitant el desnivell per omplir-los per dalt i per sostenir el forn, la fàbrica del qual es basa en maçoneria de gres alçada en sec (lluïda amb argila), formant un con irregular, més ample a la part alta que a la base, d'un a dos metres de diàmetre i no més de dos d'alçada». | » |
| — Visita guiada als forns d'algeps dels Algepsars (Ademús), Alfredo Sánchez Garzón | |   |

## Producció d'algeps
Segons testimoniatge d'Antonio Romero Muñoz (Torre Baixa, 1933), el procés de fabricació d'algeps era molt costós, almenys en la forma tradicional amb què el feia son pare –es refereix a Francisco Romero Corbalán el Rullo (1888-1983):
| «                                                                                  | «Mon pare tenia una finca per aquesta banda de la Devesa que diem Els Algepsars; quan havia d'obrar en casa ell mateix es feia l'algeps, perquè llavors no corria el diners... Quan jo era jove li vaig veure fer-lo: era un procés senzill però costós: primer arrencava les pedres de la muntanya i les anava ficant al forn, que no era més que una paret en semicercle oberta per dalt i per davant: les primeres, les col·locava fent forma d'arc, unes damunt d'altres, deixant un forat avall per al foc... A la part de baix en ficava les més grosses i les menudes damunt, ben arrenglerades, després les tapava amb terra, deixant una mica de tir... Després encenia el forn, hi posava matoll sense parar, fins que la pedra es coïa... Després la deixaven refredar; destapaven el forn, en treien les pedres i les picaven amb un mall fins a fer-les pols... Les matxucava directament a terra; en replegava el més fi i el posava en sacs, que carregava en una mula que tenia i els duia a casa... […] no era un algeps tan fi com el que venen ara, sinó més bast, i es moria aviat a l'hora d'obrar, però era molt resistente...». | » |
| — Visita guiada als forns d'algeps dels Algepsars (Ademús), Alfredo Sánchez Garzón | |   |

La producció d'algeps començava per la construcció del forn contra un talús o vessant; també n'hi havia d'exempts i més sovint adossats. Per a la fàbrica del forn s'emprava pedra viva o calcària arrebossada per dins amb fang (argila), per evitar la pèrdua de calor i afavorir la cocció. La forma dels forns dels Algepsars sol ser circular (troncocònica invertida), d'uns 2 m ∅ per a dalt i un i 1,5 cm ∅ per a baix, amb obertura per davant.
Construït el forn es procedia a l'extracció de la pedra d'algeps de la pedrera, i s'hi utilitzaven barrines, tascons (de fusta o ferro), pics i maces. No consta la utilització de dinamita en l'extracció de pedra, tot i que pogué utilitzar-s'hi. Després se'n carregar el forn, procés que requeria de certa perícia en els passos inicials, ja que calia fer amb les pedres d'algeps una falsa cúpula a la part inferior, oberta per davant, per tal d'introduir el combustible per a la cocció. Tot seguit s'anaven col·locant les pedres damunt de la falsa cúpula, emplenant l'interior, al mateix temps que s'anava cobrint l'obertura davantera del forn. Finalment, es tiraven les restes de pedra i terra per damunt, per omplir els intersticis i el forn.
En acabant, s'encenia el forn, utilitzant com a combustible bàsicament arbusts i argelaga (Genista scorpius) de la muntanya baixa. El forn requeria un foc constant i ininterromput, amb el propòsit d'elevar ràpidament la temperatura.
El temps de cocció variava, «podia durar un dia sencer, tot i que se solia realitzar a cavall de dos dies, amb una nit pel mig, doncs sembla que el foc es controlava millor a la foscor». Per comprovar la cocció «s'abocava palla seca a la part alta, de manera que si prenia significava que la pedra ja estava llesta», llavors es tirava terra damunt d'aquesta zona, per tal de desviar les flames cap a altres zones.
En acabant, es tapava el forn amb fang i terra, per dalt i per baix, tancant la boca d'alimentació, amb el propòsit que es refredara durant diversos dies, uns vuit o deu, depenent de la temperatura ambient. Una vegada fred, s'extreia la pedra cuita i es col·locava sobre el pis de la placeta; es picava i triturava, usant-hi malls i corrons de pedra, semblants als utilitzats per a aplanar i premsar la terra en les «eres de batre». Per moure el corró troncocònic s'usava algun animal de tir, cavall, ruc o mul. El procés concloïa amb el cribratge de l'algeps amb un sedàs de diferent calibre: l'algeps resultant es col·locava en sacs disposant-lo per al transport i ús en les obres.

La producció d'algeps era un procés aparentment senzill, tot i que laboriós, que requeria certa destresa i habilitat per part de l'artífex:
| «                                                                         | «L'experiència donava a l'algepser el discerniment de cada pas del procés, el moment més delicat del qual era pròpiament la cocció i l'aliment del foc, sense oblidar l'interval de la càrrega del forn i tapiar-lo […] D'això depenia la qualitat del producte i la seguretat de la construcció en què s'usara». | » |
| — Visita guiada als forns d'algeps dels Algepsars, Alfredo Sánchez Garzón | |   |

## Característiques
L'algeps obtingut en aquests forns artesans tenia com a principal característica el seu ràpid enduriment, raó per la qual «l'obra s'havia d'adaptar al material»; d'aquesta forma, «aquesta mateixa velocitat d'enduriment permetia l'estalvi de mitjans auxiliars, com l'encofrat dels forjats» i «murs de lloses de pedra col·locades en vertical», sistema habitual en el tancament de les plantes superiors de les construccions tradicionals.
Barrejat amb aigua i terra del lloc (argamassa d'algeps) s'usava en la construcció de «pilastres de formigó ciclopi d'algeps» (pilastres estructurals),[4] que suportaven realment l'armadura de les cases, i en el «semiencofrat» d'alguns murs exteriors. Així mateix, s'usava en el lluït exterior de les façanes, i «en mescles més aigualides» en el lluït d'habitacions i altres estances interiors.

## Altres forns d'algeps a la comarca
Lamentablement, molts dels antics forns d'algeps de la zona han desaparegut, «per desídia, desconeixement o manca de consciència respecte a un patrimoni lligat a la construcció vernacular de la comarca». Altres es conserven, tot i que abandonats. Entre els que es conserven destaca el conjunt existent al costat del barranc del Charcal i el restaurat dels Algepsars i un altre situat a l'est del llogaret de Sesga (Ademús). Així mateix, cal esmentar l'existent a Los Centenares, al costat de la carretera d'accés a Castielfabib, al sud de la vila.

## Galeria d'imatges

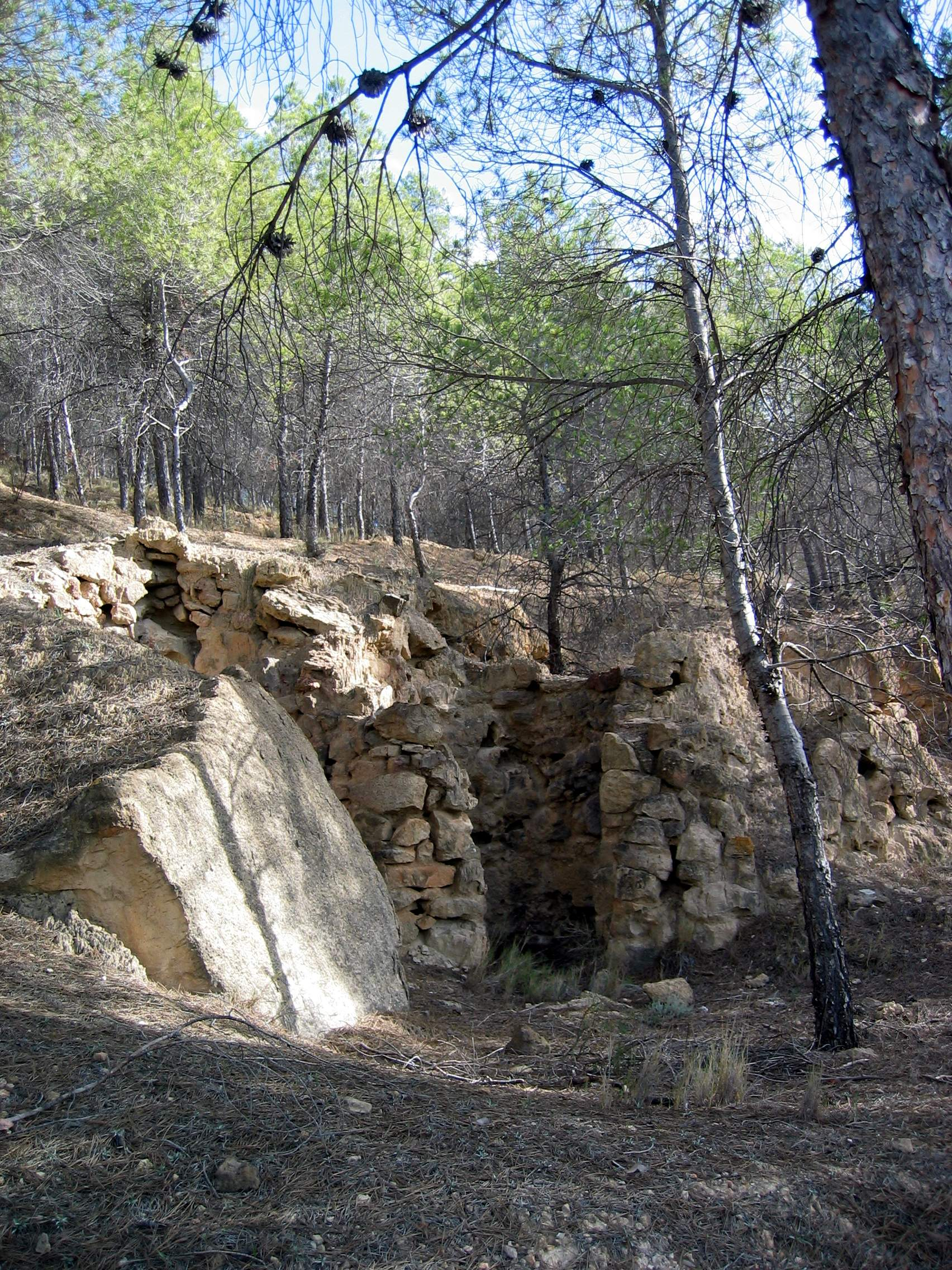
Detall de forns d'algeps dels Algepsars, Ademús
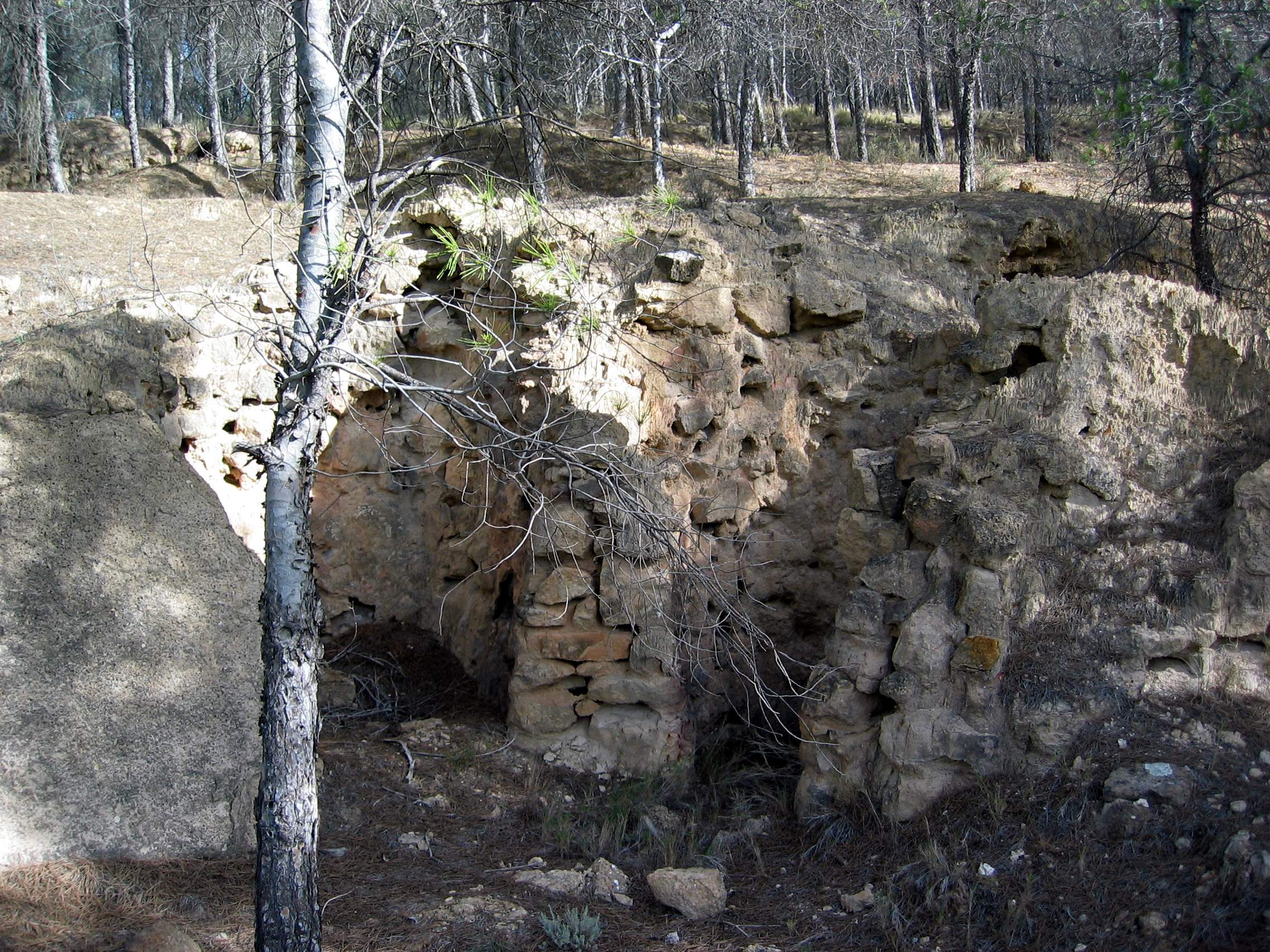
Detall de forns d'algeps dels Algepsars, Ademús
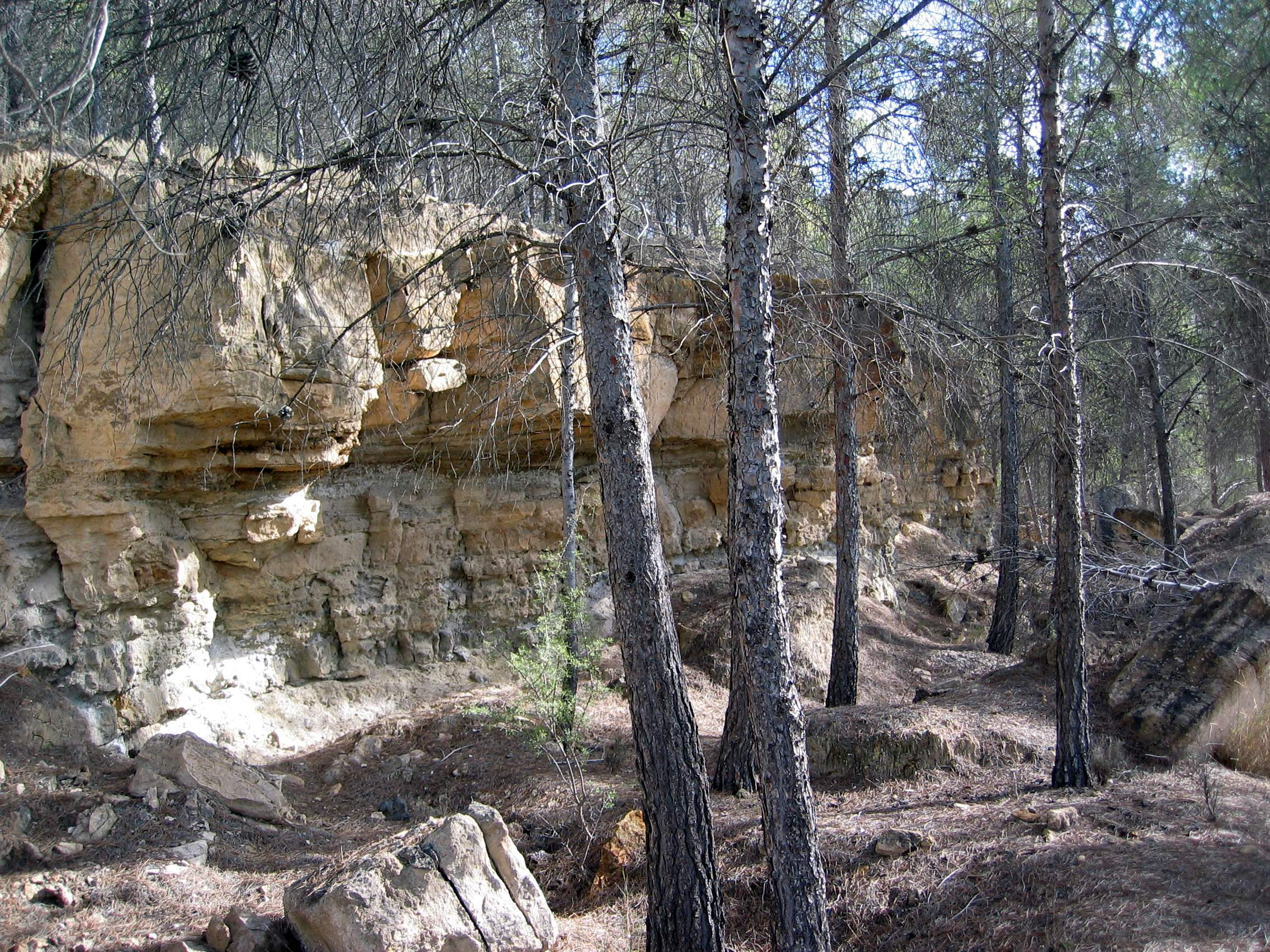
Detall de forns d'algeps dels Algepsars, Ademús
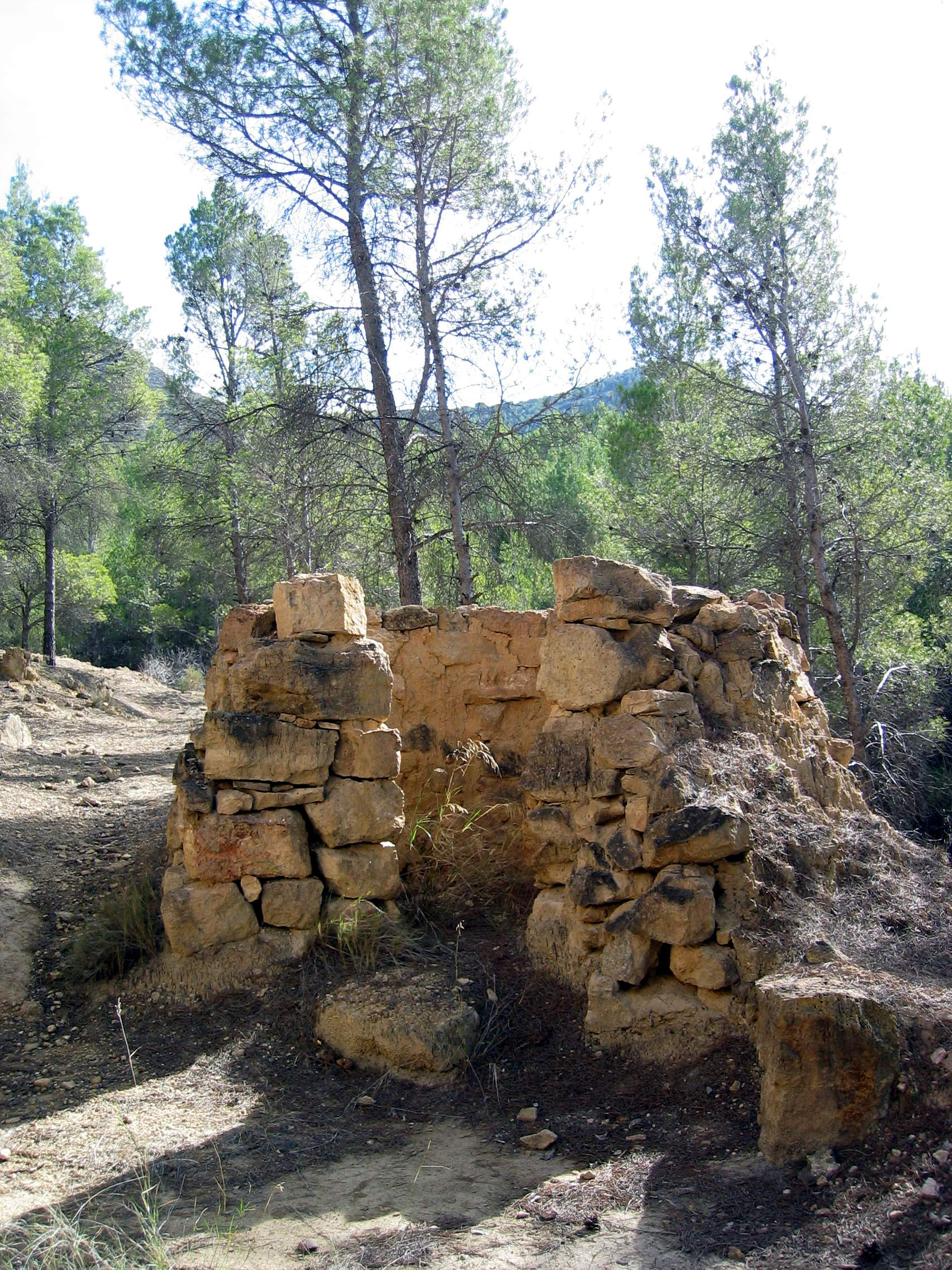
Detall de forns d'algeps dels Algepsars, Ademús
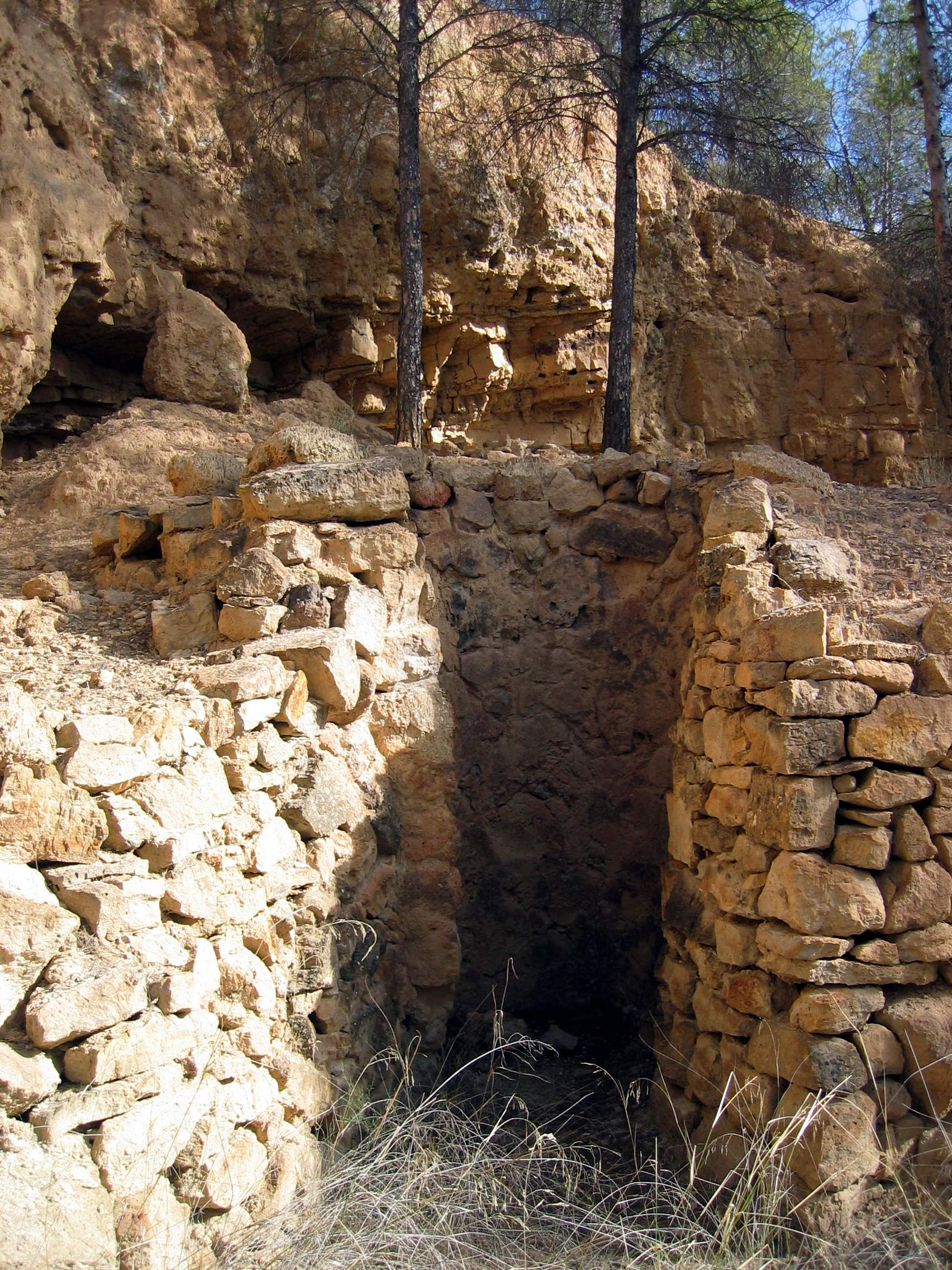
Detall de forns d'algeps dels Algepsars, Ademús
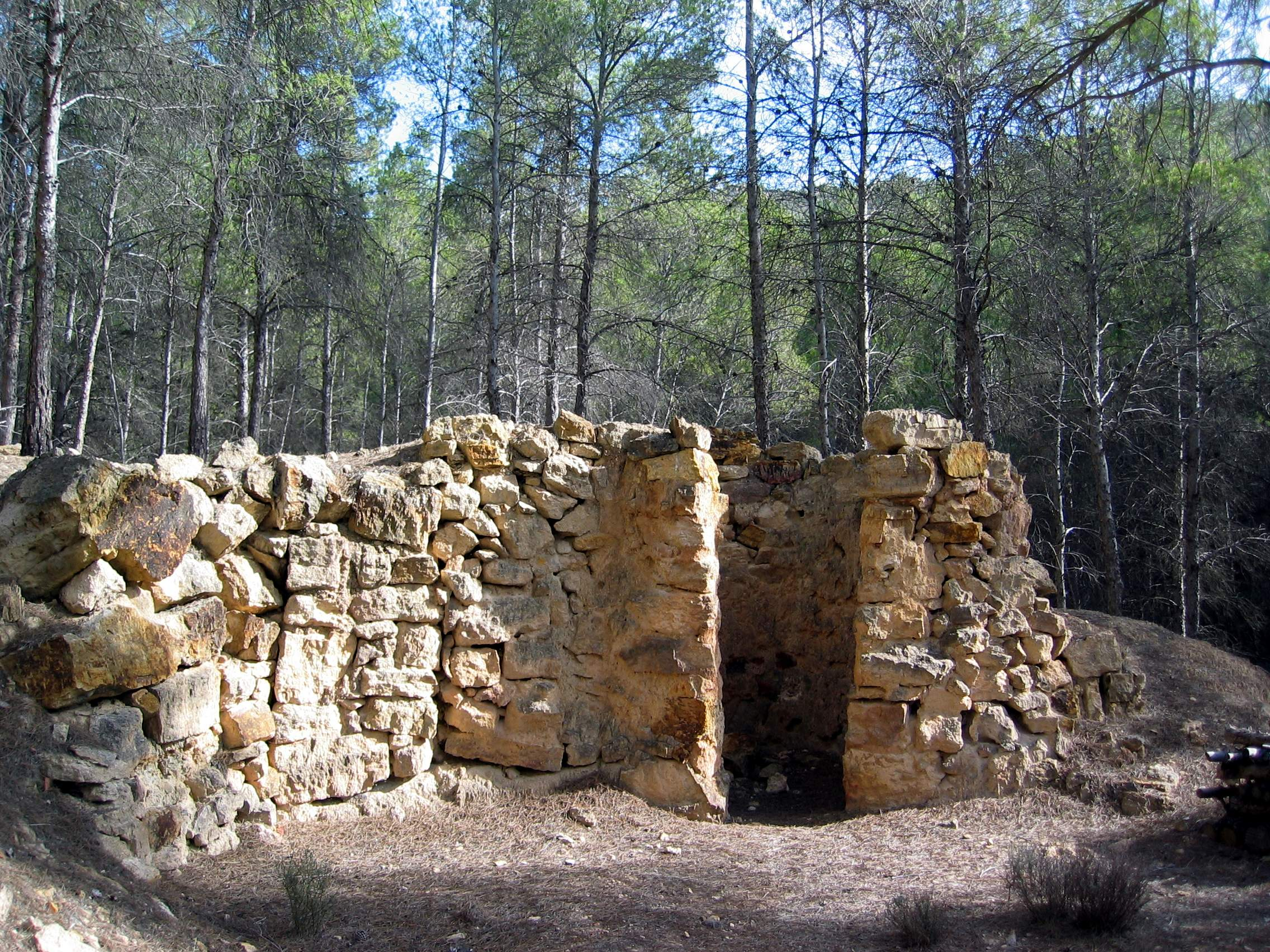
Detall de forns d'algeps dels Algepsars, Ademús
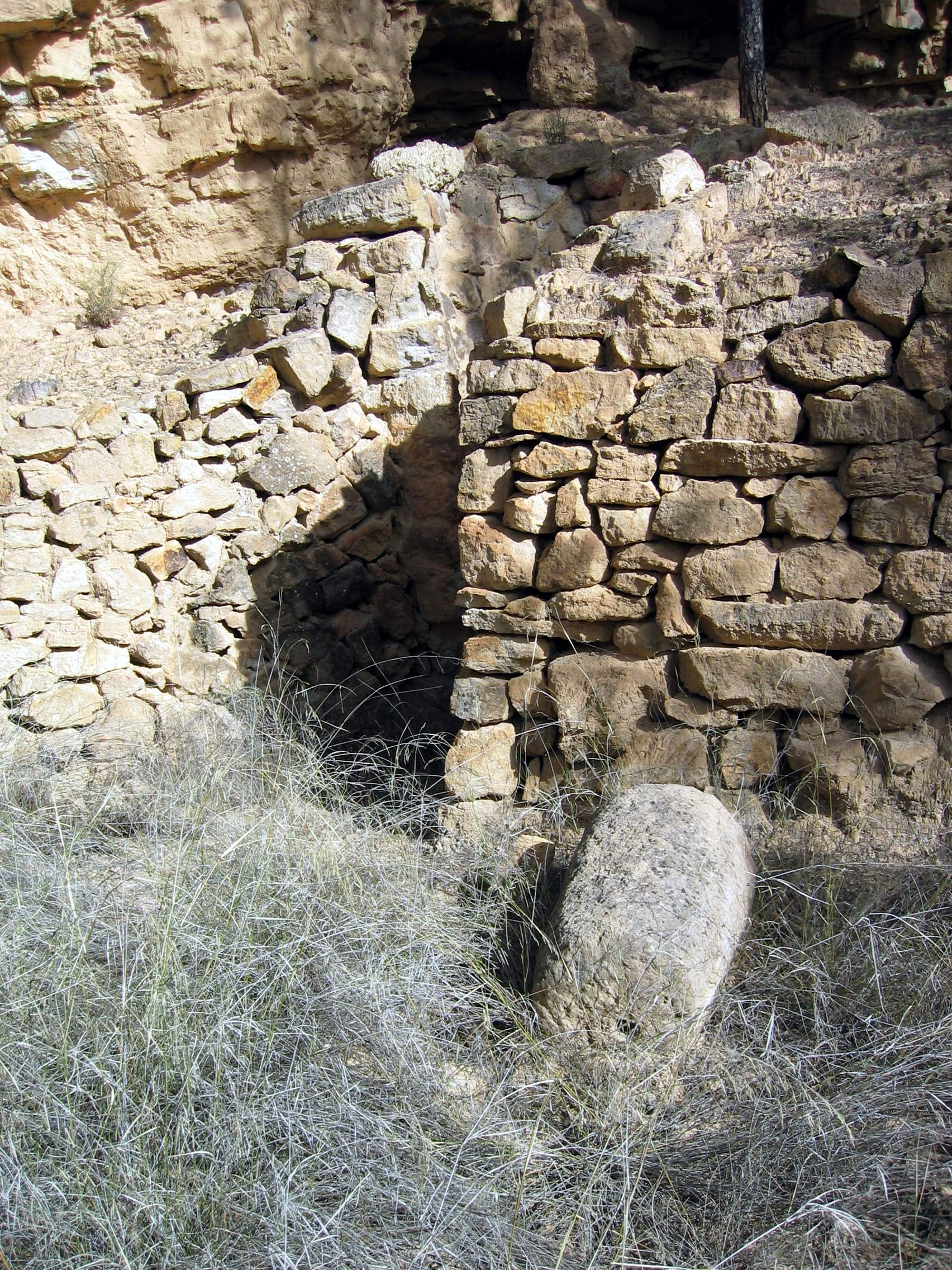
Detall de corró troncocònic de pedra al costat dels forns d'algeps dels Algepsars,Ademús